# Trogener Moore
Das Naturschutzgebiet Trogener Moore (auch Trogner Moos) liegt im südlichen Bereich des Marktes Weiler-Simmerberg im schwäbischen Landkreis Lindau (Bodensee). Die in ihrem Wasserhaushalt zusammenhängenden Hochmoore Geiwitzen Moos und Großes Moos mit angrenzenden Plenterwäldern, Feucht- und Streuwiesen im Bereich des Marktes Weiler-Simmerberg sind als Naturschutzgebiet geschützt. Es ist nur in den Randwäldern erschlossen, der vorherrschende Mooranteil ist unzugänglich.

## Lage
Das aus zwei Teilflächen bestehende Gebiet erstreckt sich nordwestlich von Hinterschweinhöf, einem Ortsteil der Gemeinde Oberreute. Nordöstlich verläuft die B 308, östlich verläuft die Kreisstraße LI 10 und fließt der Hausbach, südöstlich verläuft die St 2004. Südwestlich verläuft die Staatsgrenze zu Österreich und fließt der Eyenbach, ein linker Zufluss der Rotach, als Grenzfluss.

## Schutzzweck
Zweck der Ausweisung des Naturschutzgebietes ist es, den Moorkomplex wegen seiner Bedeutung als Hoch- und Übergangsmoor mit Spirkenfilzresten, einem regenerierten Torfstich und Streuwiesen einschließlich des umgebenden naturnahen Plenterwaldes zu erhalten und Bestand und Verjüngung des am Moorrand wachsenden naturnahen Fichten-Tannen-Buchen-Waldes zu sichern und zu fördern. Zudem sollen die durch den Wasserhaushalt geprägten besonderen Lebensbedingungen und Standortvoraussetzungen für die verschiedenen Tier- und Pflanzengemeinschaften erhalten bleiben. Das Naturschutzgebiet soll auch dazu dienen, die Bestände an Eiszeitreliktpflanzen und anderen gefährdeten und seltenen Pflanzen- und Tierarten zu schützen. Ebenso soll durch das Ausweisen des Naturschutzgebietes die besonders trittempfindliche Moorvegetation geschützt werden.

## Einzelnachweis
1. ↑  Verordnung über das Naturschutzgebiet „Trogener Moore“. In: Regierung Schwaben. Regierung Schwaben, 19. April 1999, abgerufen am 17. Februar 2023.